# Sint Antoniuslaan (Maastricht)
De Sint Antoniuslaan is een straat of laan in het centrum van de Nederlandse stad Maastricht. De straat werd waarschijnlijk in het begin van de negentiende eeuw aangelegd als straatweg naar Meerssen, maar kreeg pas in de twintigste eeuw zijn bebouwing als onderdeel van de stadsuitbreiding op de oostelijke Maasoever. Aan de Sint Antoniuslaan liggen zes gemeentelijke monumenten.

## Naamgeving
De naam van de straat verwijst naar het Sint-Antoniuseiland, dat vlakbij in de Maas lag, ongeveer waar nu het Griendpark ligt. Dat eiland was eeuwenlang eigendom van de Maastrichtse antonieten en werd om die reden naar hun stichter genoemd, de heilige Antonius van Egypte (ca. 251-356), ook wel Antonius-Abt genoemd. De straat kreeg deze naam in 1911. In Maastricht is een tweede straat naar deze heilige genoemd, de Sint Teunisstraat in het Boschstraatkwartier, vlak bij het vroegere Antonietenklooster. Die straat heette vanouds Sint Antoniusstraat, maar kreeg na de sloop en herbouw van het Boschstraatkwartier in 1983 zijn nieuwe naam, waardoor het onderscheid met de Sint Antoniuslaan duidelijker is. In datzelfde Boschstraatkwartier ligt ook de Antonietenstraat. In de buurt Scharn ligt de Padualaan, voorheen Sint Antonius van Padualaan genoemd, naar de heilige Antonius van Padua (1195-1231). Deze naam werd aangepast na de annexatie van de gemeente Heer in 1970, eveneens om verwarring te voorkomen.

## Ligging
De Sint Antoniuslaan ligt op de rechter Maasoever in Sint Maartenspoort, een buurt in het noordoosten van het Maastrichtse stadscentrum. De ongeveer 230 m lange straat loopt min of meer van west naar oost tussen het Griendpark en het stationsemplacement. De straat telt aan de noordzijde drie zijstraten. Van west naar oost zijn dat: de Franciscus Romanusweg, de Gebroeders Hermansstraat en de Parallelweg. Aan de zuidzijde zijn er vier zijstraten: de Franciscus Romanusweg, de Membredestraat, de Tischbeinstraat en de Parallelweg.

## Verkeer en inrichting
In de hele straat is gemotoriseerd verkeer in twee richtingen toegestaan, maar sinds 2014 is er geen doorgaand verkeer meer. Nadat in dat jaar de aansluiting met de Parallelweg werd afgesloten voor auto's en motoren (de 'knip'), is het oostelijke deel van de straat doodlopend, behalve voor fietsers en voetgangers. De zijstraten zijn slechts opengesteld voor bestemmingsverkeer. Parkeren mag uitsluitend op de aangegeven plaatsen tegen betaling (bij parkeerautomaten).
De Sint Antoniuslaan heeft over bijna de hele lengte een circa twaalf meter breed profiel; in het oostelijk deel is dat plaatselijk iets meer omdat de nieuwbouw daar iets terugwijkt. De straat is ingericht met een geasfalteerde rijbaan die alleen in het oostelijk deel van fietsstroken is voorzien. Aan beide zijden zijn voetpaden en parkeerstroken voor langsparkeren; bij de nieuwbouw in het oostelijk deel voor haaks parkeren. Hoewel de straat formeel onderdeel is van het centrum van Maastricht (maar niet van het historische centrum), ontbreken de elders toegepaste kasseien hier, evenals de voor Maastricht typerende natuurstenen stoeptegels. Op foto's uit 1964 is te zien dat er toen wel kasseibestrating was. In plaats daarvan kent de straat een standaardinrichting met betontegels en betonklinkers. Door de relatief geringe breedte en het plaatselijk ontbreken van bomen, ontbeert de straat – ondanks de naam – het karakter van een laan. Waar wel bomen aanwezig zijn, staan die slechts aan één kant van de straat. Bij de nieuwbouw in het noordoostelijk deel bevindt zich een plantsoenstrook.

## Geschiedenis

### Voorgeschiedenis
Iets ten zuiden van de Sint Antoniuslaan, bij de Parallelweg en het Sterreplein, zijn diverse graven uit de Romeinse tijd (2e-3e eeuw na Chr.) aangetroffen. De vondsten kunnen erop wijzen dat hier de weg door het Geuldal naar Heerlen liep, onderdeel van de zogenaamde Via Belgica. Mogelijk door de uitbreiding van de vestingwerken van Maastricht is het tracé van de weg iets verschoven, waardoor in elk geval in 1842 de 'rijksweg' naar Meerssen samenviel met de huidige Sint Antoniuslaan. Het is niet bekend of deze weg al geplaveid was.
De weg naar Meerssen liep door een relatief open gebied tussen de buitenwerken van Wyck, die hier in de loop van de zeventiende en achttiende eeuw waren aangelegd. In 1729 werd iets ten noorden van de Sint Antoniuslaan het bastion Hertell aangelegd, een vijfhoekig, bemuurd bastion met twee kruitmagazijnen in de kazematten onder de flanken. Op de plek van het bastion ligt tegenwoordig het Hertellplein.
De gemeentegrens van Maastricht liep in de negentiende eeuw langs de rand van het glacis, de afgeschuinde aarden wal die rondom de gordel van vestingwerken lag. Het gebied daarbuiten behoorde tot de annexatie van 1920 bij de gemeente Meerssen. De gemeentegrens liep in de Sint Antoniuslaan ongeveer bij de huisnummers 37 en 54. Het deel van de straat ten westen daarvan lag op Maastrichts grondgebied; de rest behoorde bij Meerssen. Het Maastrichtse deel was grotendeels eigendom van het Departement van Oorlog. Aan het Meerssense deel van de straat grensden in 1842 zes percelen. Er mocht zo dicht bij de vestingwerken uiteraard niet gebouwd worden, hoewel een uitzondering werd gemaakt voor gebouwen die bij oorlogsdreiging binnen een dag afgebroken konden worden.

### Planvorming en eerste bebouwing

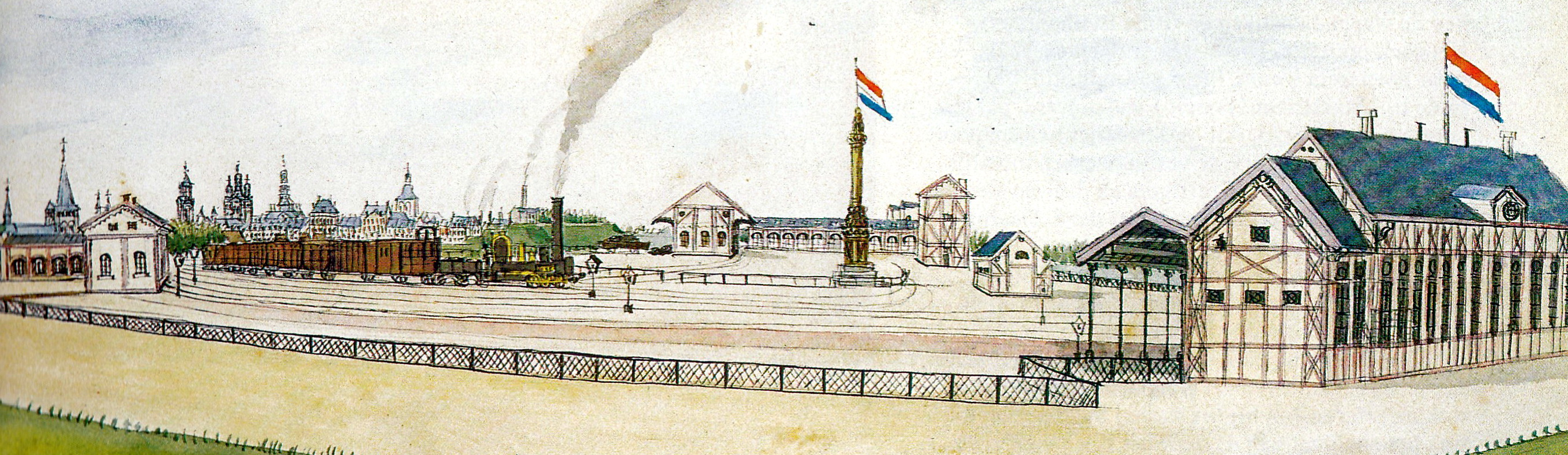
Emplacement van de Aken-Maastrichtsche Spoorweg-Maatschappij (Ph. van Gulpen, 1854). Links de in 1982 gesloopte rijtuigen-loods, rechts het in 1856 verplaatste station

In 1853 kwam het eerste spoorwegstation van Maastricht, van de Aken-Maastrichtsche Spoorweg-Maatschappij, te liggen op grondgebied van de gemeente Meersen. Dit station, gebouwd in stijl- en regelwerk, zodat het snel afbreekbaar was, lag westelijk van het bastion Hertell, aan de noordzijde van de Sint Antoniuslaan. In 1856 werd de Akense spoorlijn verlengd met spoorlijn 20 naar Hasselt, waardoor het station verplaatst moest worden. Door het stijl- en regelwerk was dit niet al te moeilijk; het werd gedemonteerd en iets zuidelijker weer opgebouwd en uitgebreid. De rijtuigenloods bleef op de oorspronkelijke locatie achter en werd pas in 1982 afgebroken. In 1861 volgde de opening van spoorlijn 40 naar Luik, eigendom van de Belgische maatschappij Grand Central Belge, met een station dat oostelijk van de Coclersstraat lag, ten zuidoosten van de Sint Antoniuslaan. Pas in 1912 werd het huidige station gebouwd, aan het Stationsplein tegenover de 'Percée'.

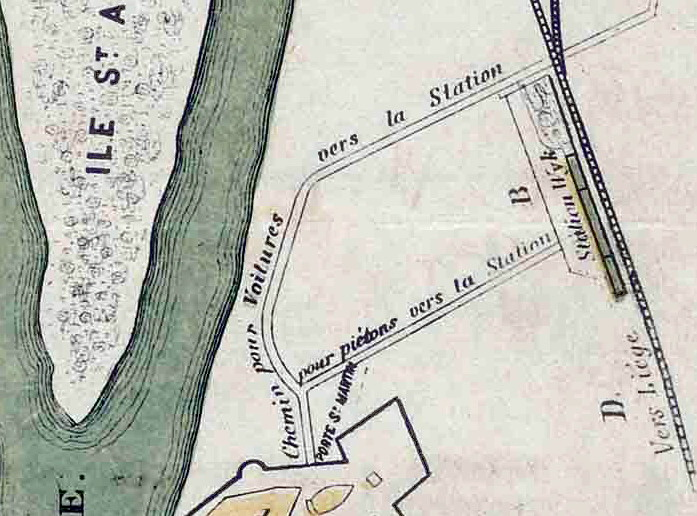
Detail stadsplattegrond, ca. 1861-65. Links het Sint-Antoniuseiland. Vanaf de Sint-Maartenspoort (midden onder) leiden 2 wegen naar het station: de kortere voor voetgangers; de langere (de Sint Antoniuslaan) voor rijtuigen

Na de opheffing van de vesting in 1867 begon de ontmanteling van Wyck. Eerst werden de stadsmuur en de stadspoorten gesloopt; daarna volgde de slechting van de buitenwerken, het bastion Hertell pas in 1884. Voor de voormalige vestingterreinen werden talloze plannen gemaakt voor de uitleg van de stad aan deze kant. De nadruk lag aanvankelijk op een goede bereikbaarheid van de stations. Tot circa 1885 hadden reizigers voor station Grand Central Belge de keuze tussen twee routes: een provisorisch aangelegd pad voor voetgangers, dat vanaf de Sint-Maartenspoort, na de slechting daarvan vanaf de Oeverwal via het nog niet bestaande Sterreplein naar het spoor liep. Rijtuigen konden gebruik maken van de bestaande weg naar Meerssen, gedeeltelijk samenvallend met de Sint Antoniuslaan. Daar lag ook de spoorwegovergang, net vóór de splitsing van de spoorlijnen naar Venlo en Aken. Deze bestaande weg werd verbonden met het iets zuidelijker gelegen stationsplein bij het Station Grand Central Belge, in feite het ontstaan van de Parallelweg. Door de uitbreiding van het stationsemplacement werd deze overweg opgeheven. De nieuwe overweg kwam in het verlengde van de geplande Percée te liggen, na 1912 bij de Scharnerweg en de Heerderweg. Na de overweg kon men dan linksaf slaan naar het noorden, via de huidige Meerssenerweg. De Sint Antoniuslaan was hierna geen doorgaande weg meer.

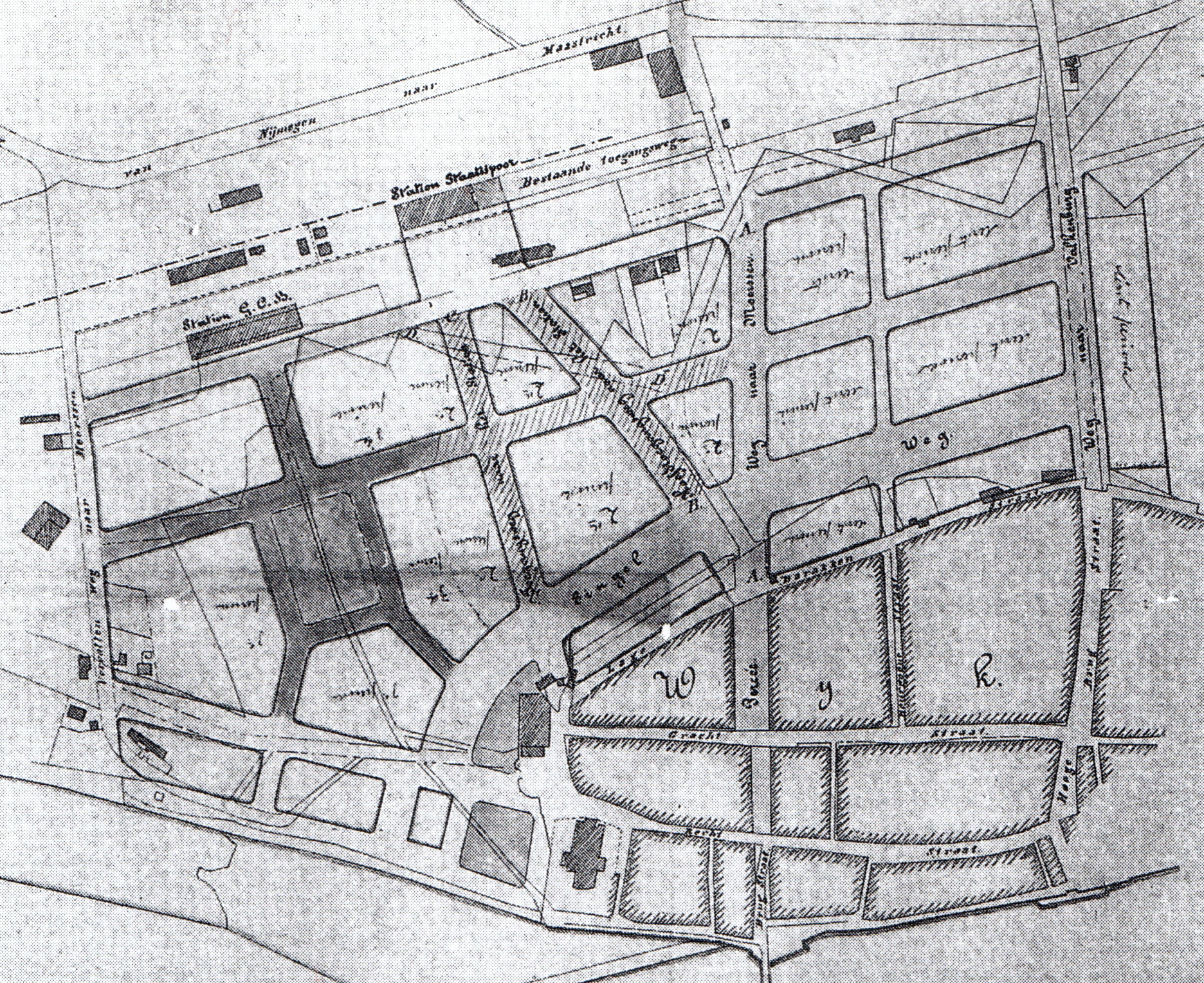
Stratenplan Wycker stadsuitbreiding (Brender à Brandis, 1882). Geheel links de Sint Antoniuslaan ("Vervallen weg naar Meerssen"). De Alexander Battalaan was gepland tot aan de Sint Antoniuslaan

In de plannen van stadsarchitect W.J. Brender à Brandis uit de jaren 1880 is te zien dat de hoofdstructuur van de wijk zou bestaan uit twee assen: de 'Stationsweg' (de verlengde Wycker Brugstraat en de Stationsstraat) en de 'Singelweg' (de Wilhelminasingel). Noordelijk van de Percée is een "Toegangsweg naar het Station" ingetekend, de huidige Sint Maartenslaan. Het Sterreplein is hier nog een rechthoekig plein met vijf radiaalstraten. Ten noorden daarvan ligt de Sint Antoniuslaan, op de plattegrond aangegeven als "Vervallen weg naar Meerssen". De Alexander Battalaan zou oorspronkelijk via het Sterreplein worden doorgetrokken tot aan de Sint Antoniuslaan.
Door vertraging van de zijde van het Domeinbestuur werden de vestinggronden pas in 1881 aan de gemeente overgedragen. Daarna moest het gebied, dat deels in het winterbed van de Maas lag, nog worden opgehoogd. Een deel van de benodigde aarde was afkomstig van het Sint-Antoniuseiland, dat vanaf 1884 werd afgegraven, een proces dat pas in 1895 was voltooid. Door de verschuiving van het stationsgebied naar het zuiden, werden de plannen voor het gebied ten noorden van de Sint Maartenslaan minder urgent; uiteindelijk werd hier vanaf circa 1910 een woonwijk gerealiseerd met arbeiderswoningen (Van den Berghstraat en omgeving, 'Roed Dörp'), afgewisseld met middenklassewoningen.

### Latere ontwikkelingen
Omdat de Sint Antoniuslaan in het winterbed van de Maas lag, deden zich geregeld overstromingen voor, zoals op een foto uit 1926 is te zien. Door de kanalisatie van de rivier en de demping van de Oude Maasarm in het Wyckerveld gedurende de werkverschaffing in de jaren 1930, is de kans op hoogwater aanzienlijk afgenomen.

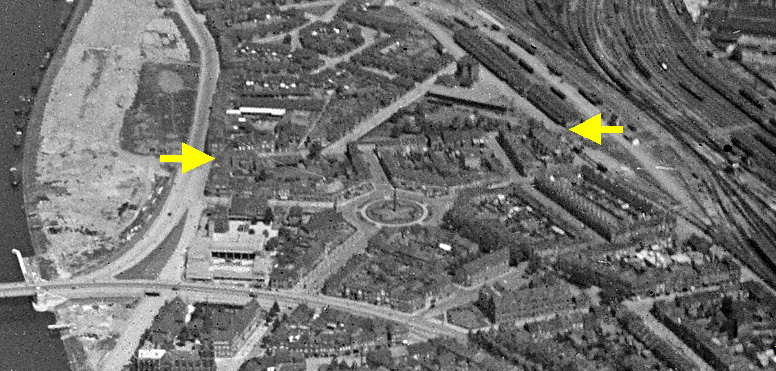
Luchtfoto Sterrepleinbuurt en "Roed Dörp" (1934). Links de nog braak liggende Griend. Tussen de gele pijlen: de Sint Antoniuslaan

Op 18 augustus 1944 werd bij een geallieerde luchtaanval op de Spoorbrug Maastricht een groot deel van het naburige 'Roed Dörp' verwoest. Ook in de Sint Antoniuslaan was veel schade.
In 1968 en 1983 werd de Sint Antoniuslaan, samen met de Parallelweg, heringericht. Waarschijnlijk verdween bij die eerste gelegenheid de kasseibestrating. In 1982 werd de rijtuigenloods gesloopt, waarmee het laatste overblijfsel van de Aken-Maastrichtse Spoorwegmaatschappij verdween. Op het bouwterrein werd een blindganger van het bombardement uit 1944 aangetroffen, die onschadelijk werd gemaakt. Aan de noordzijde van de Sint Antoniuslaan verrezen enkele appartementengebouwen en aan de Gebroeders Hermansstraat een complex met rijtjeshuizen.
De 'knip' aan het oosteinde van de Sint Antoniuslaan is omstreeks 2014 ingesteld, nadat buurtbewoners daarom hadden gevraagd. De verkeersstroom leverde problemen op ten aanzien van geluid, trilling, verkeersonveiligheid en gezondheid. Ook zou de drukte in de straat de tweedeling van de buurt in stand houden. De bussen van Veolia reden toen al niet meer door de straat omdat er weinig gebruik van werd gemaakt. Omdat ander zijstraten van de parallelweg, met name de Stationsstraat en de Sint Maartenslaan, minder bussen willen, bestaat de kans dat de huidige verkeerssituatie niet definitief is.

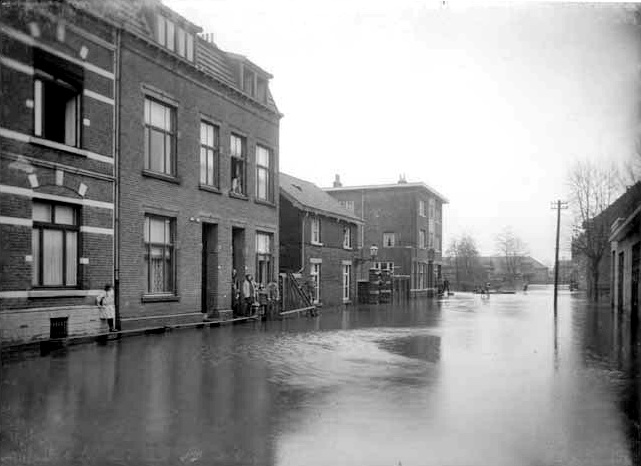
Hoogwater, 1926
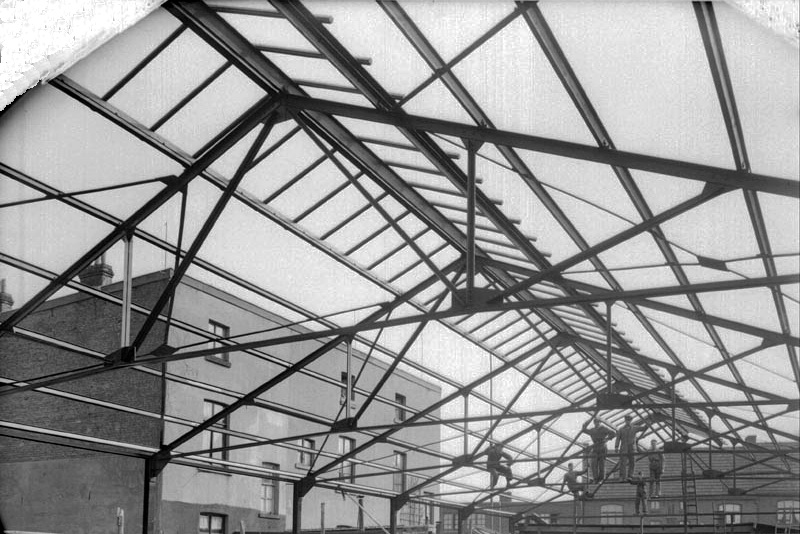
Bouw loods, 1936
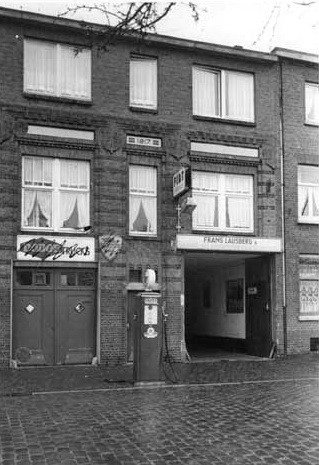
Garage Lausberg, 1964
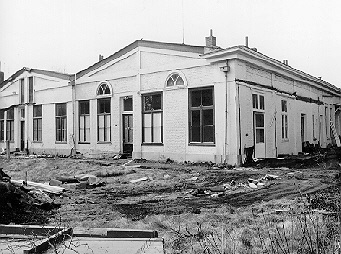
Sloop rijtuigenloods, 1982

## Architectuur
De bebouwing aan de Sint Antoniuslaan bestaat uit een mix van middenstandswoningen en bedrijfspanden uit de eerste decennia van de twintigste eeuw, en nieuwbouwflats uit de jaren zeventig en tachtig. Een zestal panden hebben de status van gemeentelijk monument.
Op de hoeken met de Franciscus Romanusweg liggen twee gemeentelijke monumenten. Het pand op de noordwestelijke hoek dateert uit 1907 en is gebouwd in eclectische stijl. Het huis heeft een afgeschuinde hoektravee die eindigt in een puntgevel, waarin zich een rondboogvenster bevindt. Het huis is drie verdiepingen hoog; in het dak bevinden zich dakkapellen. Aan de zijde van de Franciscus Romanusweg bestaat de gevel uit twee traveeën; aan de kant van de Sint Antoniuslaan zijn dat er vier, waarvan de buitenste twee smaller zijn en de buitenste een verdieping lager is. De gevels zijn opgetrokken uit roodbruine baksteen waarin door middel van siermetselwerk horizontale en verticale geledingen zijn aangebracht. De sierlijsten van gele en oranje baksteen lopen door in de gevel van het belendende pand aan de Franciscus Romanusweg, dat in hetzelfde jaar gebouwd werd. Boven de segmentboogvensters zijn soortgelijke baksteendecoraties aangebracht. Aan de gevels zijn diverse sierlijk gesmede muurankers aangebracht.

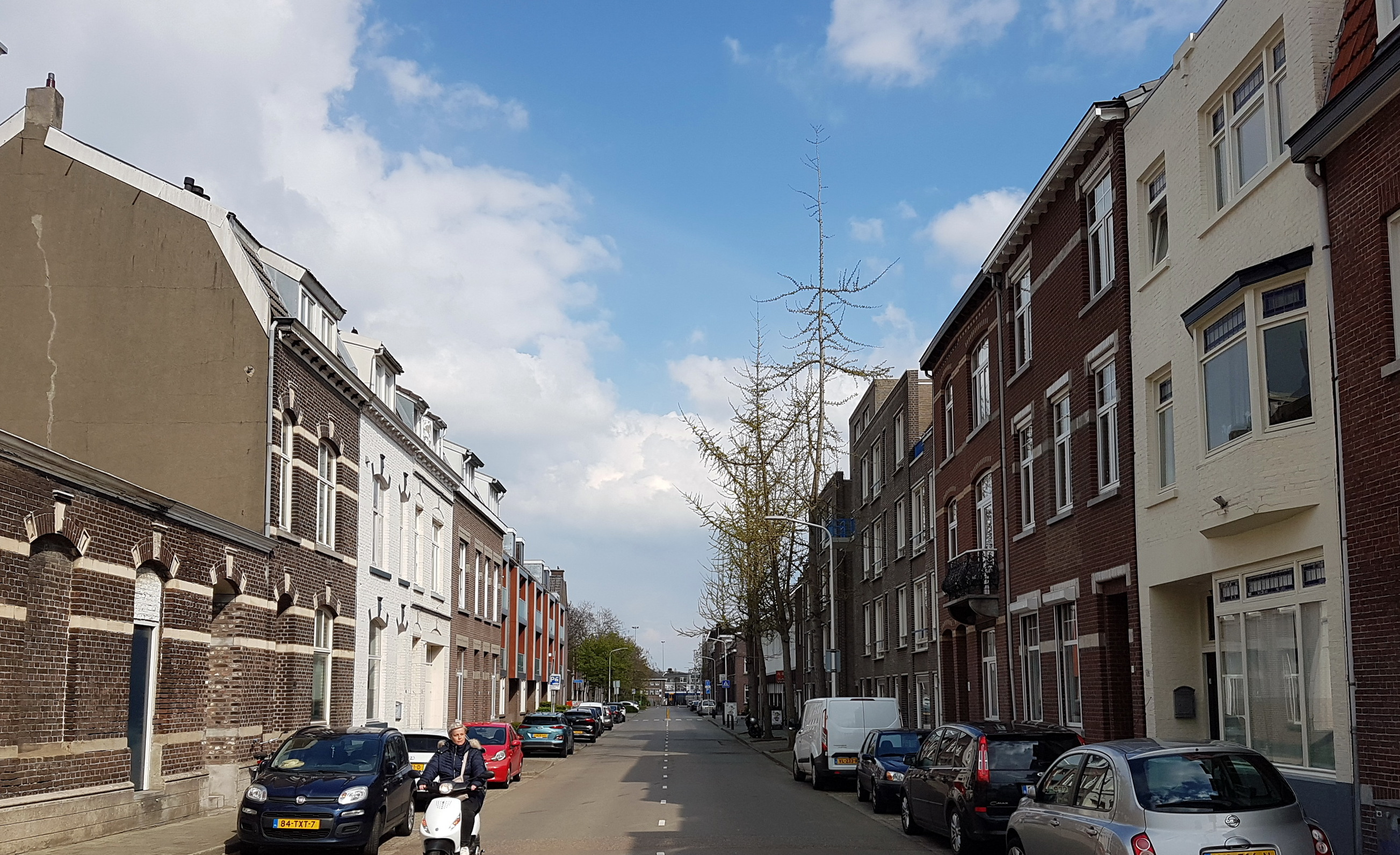
Sint Antoniuslaan gezien naar het oosten

Het complex op de zuidwestelijke hoek bestaat uit vier panden: een winkel-woonhuis, een café-woonhuis en een dubbel woonhuis aan de Franciscus Romanusweg. Het café (kort na 2000 gesloten) bevond zich op de hoek; de winkel aan de Sint Antoniuslaan. Het bouwblok uit 1923 heeft een heldere architectuur, waarin afwisselende gevelhoogten, vensters van verschillende grootte, en erkers met hardstenen detaillering voor ritmiek en dynamiek zorgen. Vooral de afgeschuinde entree van het café trekt de aandacht met een trapsgewijs uitbuikende erker.
Sint Antoniuslaan 19-21 is een voormalige asfaltfabriek, later garagebedrijf, met twee woningen in expressionistische stijl uit 1917. Het uit vijf traveeën bestaande pand bestond oorspronkelijk uit twee bouwlagen, gedekt door een zadeldak. In het midden van de twintigste eeuw is het dak vervangen door een derde bouwlaag. De oorspronkelijke gevel is voorzien van gemetselde lisenen met afwisselend lichte en donkere banden. De lisenen eindigen aan de bovenzijde in een kroonlijst met decoratief metselwerk in de vorm van wapenschilden en spaarvelden met pleisterwerk, waarop de tekst "NV Utrechtse Asphaltfabriek" en "ANNO 1917" is aangebracht (de eerste tekst niet meer leesbaar). Tussen de deuren en poorten op de begane grond en tussen de vensters op de eerste verdieping zijn spaarvelden met siermetselwerk aangebracht. Ook de op het achterterrein gelegen loods uit 1936 is een gemeentelijk monument. De nok van het met golfplaten gedekte zadeldak is over de gehele lengte iets verhoogd.
Dicht bij de hoek met de Parallelweg staat het tussenhuis Sint Antoniuslaan 5 uit het begin van de twintigste eeuw. Het dubbelhuis bestaat uit drie bouwlagen boven een kelder en met een mansardedak waarin een dakkapel is aangebracht. Op de begane grond zijn twee voordeuren (met bovenlichten bestaande uit vijftien ruitjes) en twee vensters. De tussenliggende geveldelen zijn voorzien van gestucte panelen, afwisselend glad en ruw afgewerkt ('rustica'). Daarboven is een geprofileerde hardstenen waterlijst aangebracht. De bruinrode gevel van de bovenverdiepingen is versierd met banden van gele mergelsteen en siermetselwerk van gele en oranje verblendsteen.

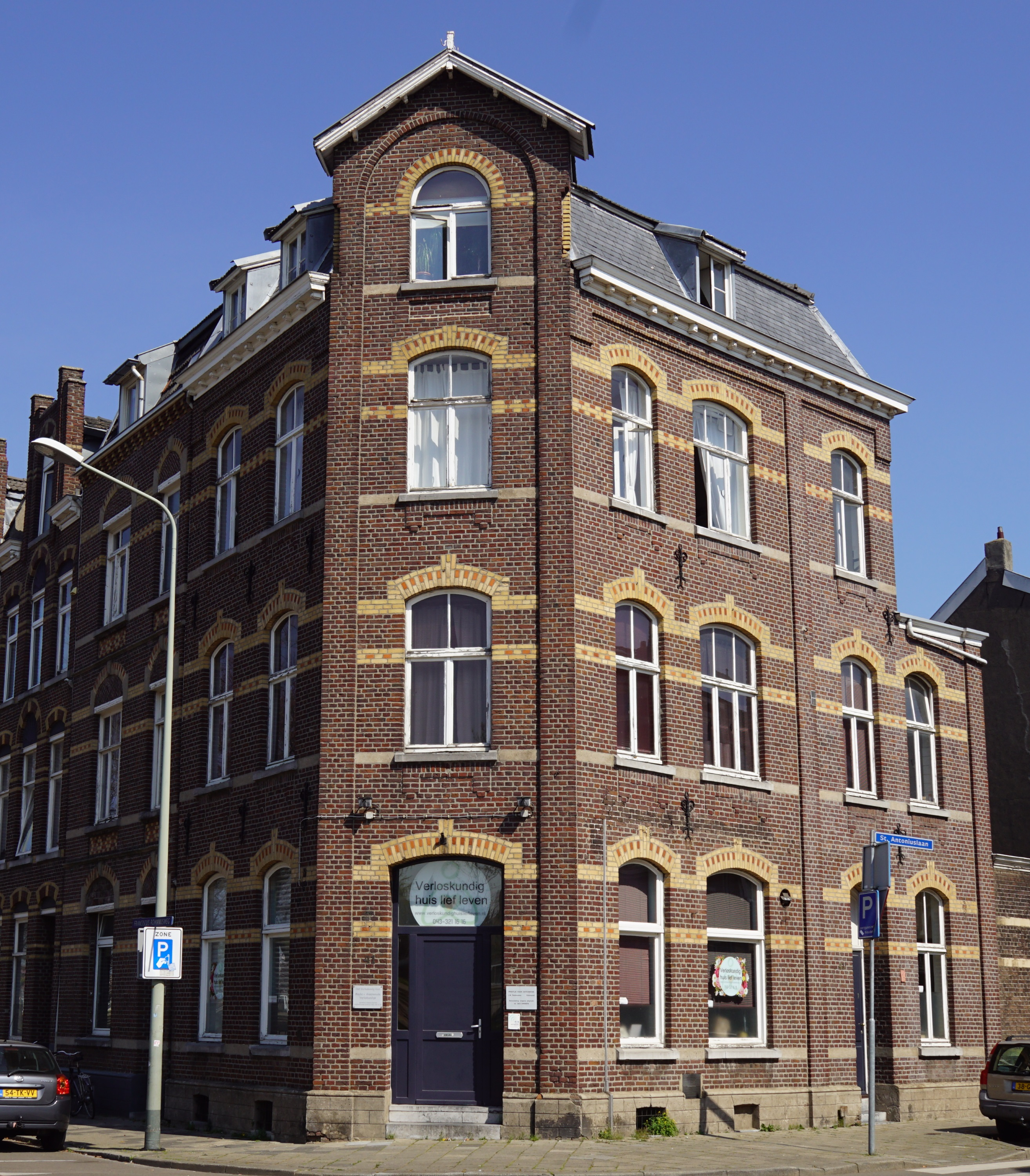
Hoekpand Franciscus Romanusweg (noord)
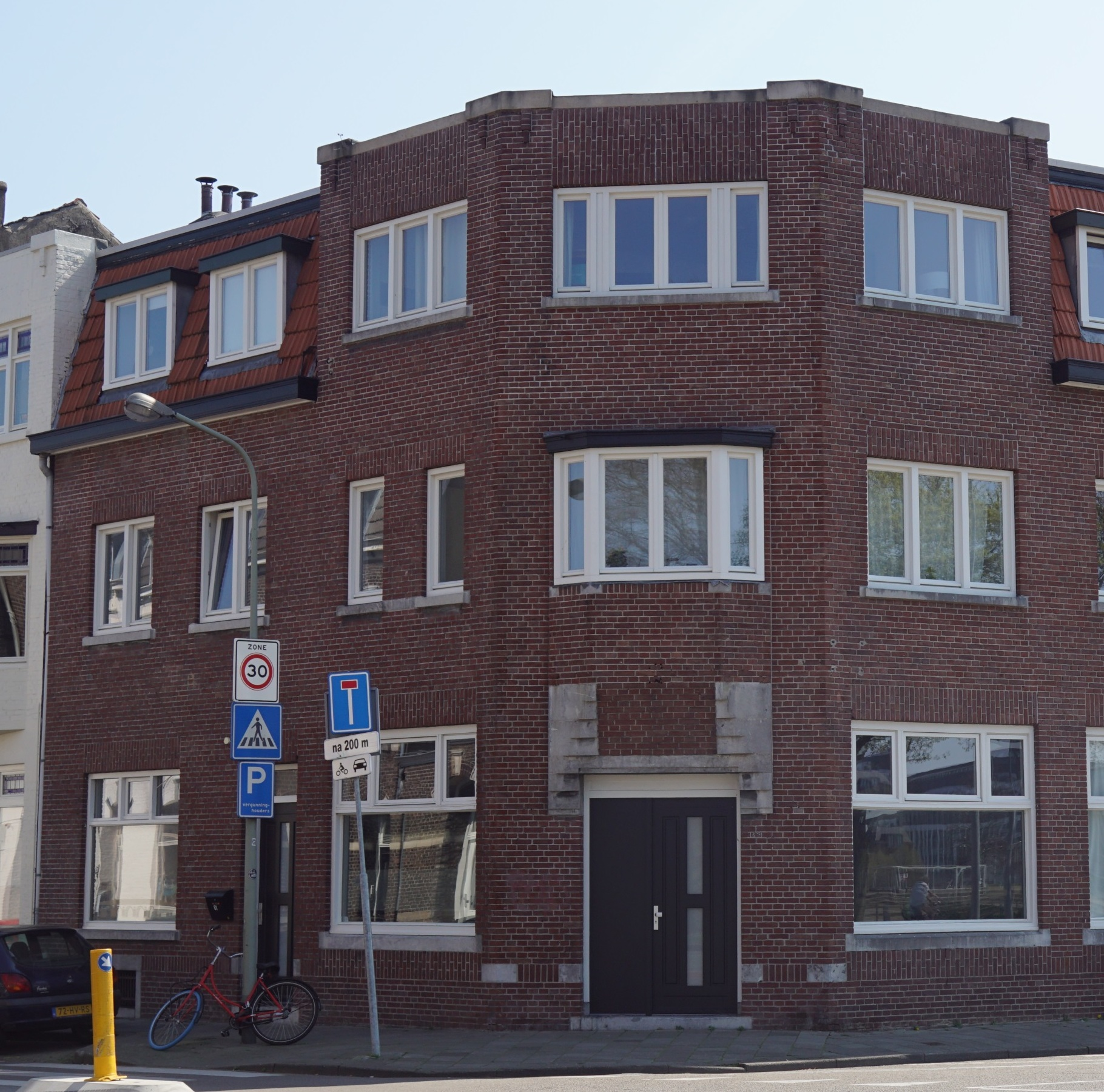
Hoekpand Franciscus Romanusweg (zuid)
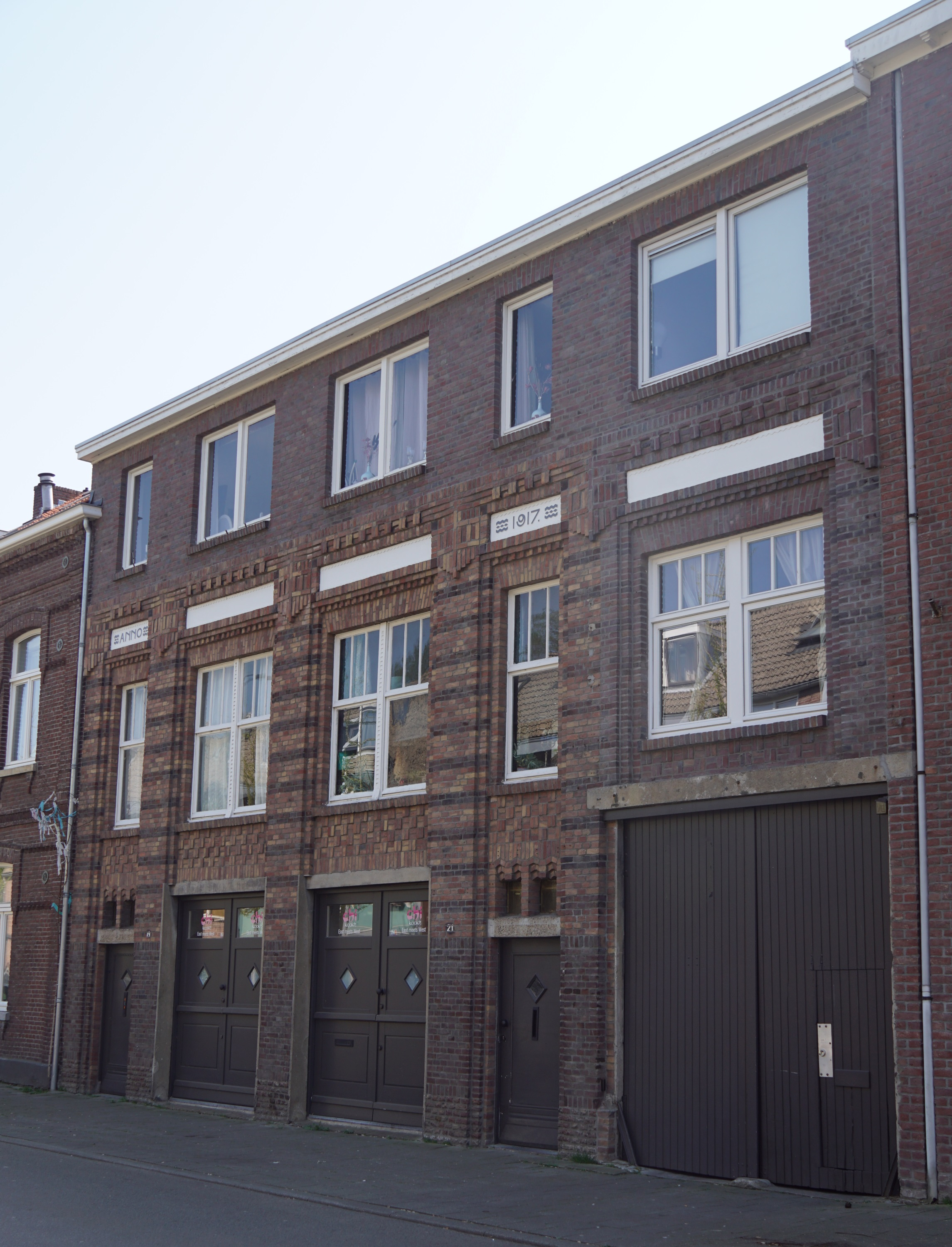
Sint Antoniuslaan 19-21
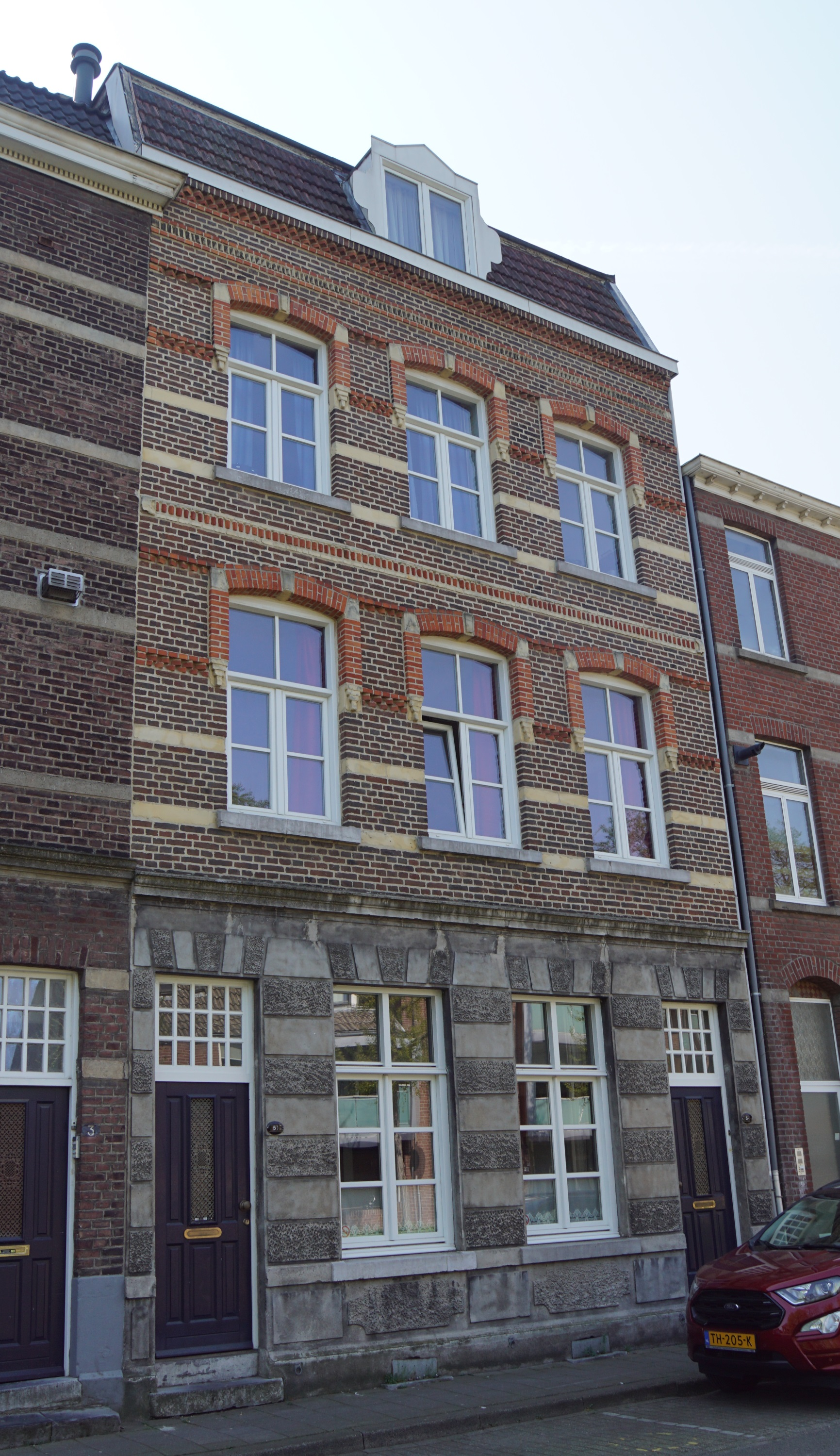
Sint Antoniuslaan 5